# Hartland Bridge
Die Hartland Bridge (deutsch: Hartlandbrücke) über den Saint John River in Hartland im kanadischen New Brunswick ist mit 390,75 Meter Länge die längste gedeckte Brücke der Welt.
Die 1901 fertiggestellte Brücke wurde 1906 von der örtlichen Regierung erworben. Ursprünglich war die Brücke nicht gedeckt. Erst als 1920 zwei Brückenelemente durch Vereisung des Flusses eingebrochen waren, wurde die Brücke 1922 nach ihrer Reparatur wieder eröffnet. Diese Arbeiten nutzte man trotz örtlichen Widerstandes dafür, um die Brücke als gedeckte Brücke umzugestalten.
1945 wurde seitlich an der Brücke ein Fußgängerweg ergänzt. 1982 musste die Brücke erneut geschlossen werden, als ein Fahrzeug auf der Brücke an einem Balken hängenblieb. Am 10. Februar 1983 wurde die Brücke wieder für den Verkehr freigegeben.
Am 17. November 1977 erklärte die kanadische Regierung die Brücke als „Hartland Covered Bridge National Historic Site of Canada“ zu einer „nationalen historischen Stätte“. Der Bau und die Nutzung von gedeckten Brücken im östlichen Kanada insgesamt wurde bereits am 6. Juni 1977 durch die kanadische Regierung zu einem „nationalen historischen Ereignis“ erklärt.